# Miguel Fuertes Prieto
Rev. Mons. Miguel Fuertes Prieto, O.S.A (León, España, 18 de octubre de 1958) es un teólogo español, misionero agustino que actualmente es administrador diocesano de Iquitos, en Perú.

## Biografía
El 17 de septiembre de 1976 ingresó al Noviciado de los Agustinos en Becerril de Campos, en Palencia (España). Hizo sus votos temporales el 18 de septiembre de 1978 en la Orden de San Agustín y su Profesión solemne el 19 de marzo de 1982. Concluyó sus estudios de Bachiller en Teología en el Estudio Teológico Agustiniano de Valladolid (España), en junio de 1982. Fue ordenado Diácono el 28 de junio de 1982 por Nicolás Castellanos Franco, obispo de Palencia España. Fue ordenado sacerdote el 12 de septiembre de 1982 por el vicario apostólico de Iquitos, Gabino Peral de la Torre. En su vida pastoral, fue párroco de las parroquias Santa Rita de Casia, río Marañón (1983-1997), Espíritu Santo (1997-2001) y Nuestra Señora de la Salud (2001-2002). Fue responsable del Pre Seminario Agustiniano de Nuestra Señora de la Salud, Iquitos (2003–2005). Posteriormente, se desempeñó como párroco de la Parroquia Nuestra Señora de la Salud (2006-2013). También tuvo el cargo de vicario regional de los PP. Agustinos (2001-2014). Años después fue nombrado miembro del Equipo Nacional de Animación Pastoral del Movimiento por un Mundo Mejor (1998-2013) y párroco de la Parroquia San Juan Bautista - Catedral (2014-2019). Entre febrero y noviembre de 2019 ocupó el cargo de presidente de la Federación de PP. Agustinos.
Desde el 4 de noviembre es Administrador Diocesano del Vicariato Apostólico de Iquitos, sucediendo a Miguel Olaortúa Laspra O.S.A., quien falleció el 1 de noviembre de 2019. Fue elegido por el consejo de la Misión del Vicariato y contó con la aprobación del Nuncio Apostólico Nicola Girasoli y la Conferencia Episcopal Peruana.